# Sơn acrylic

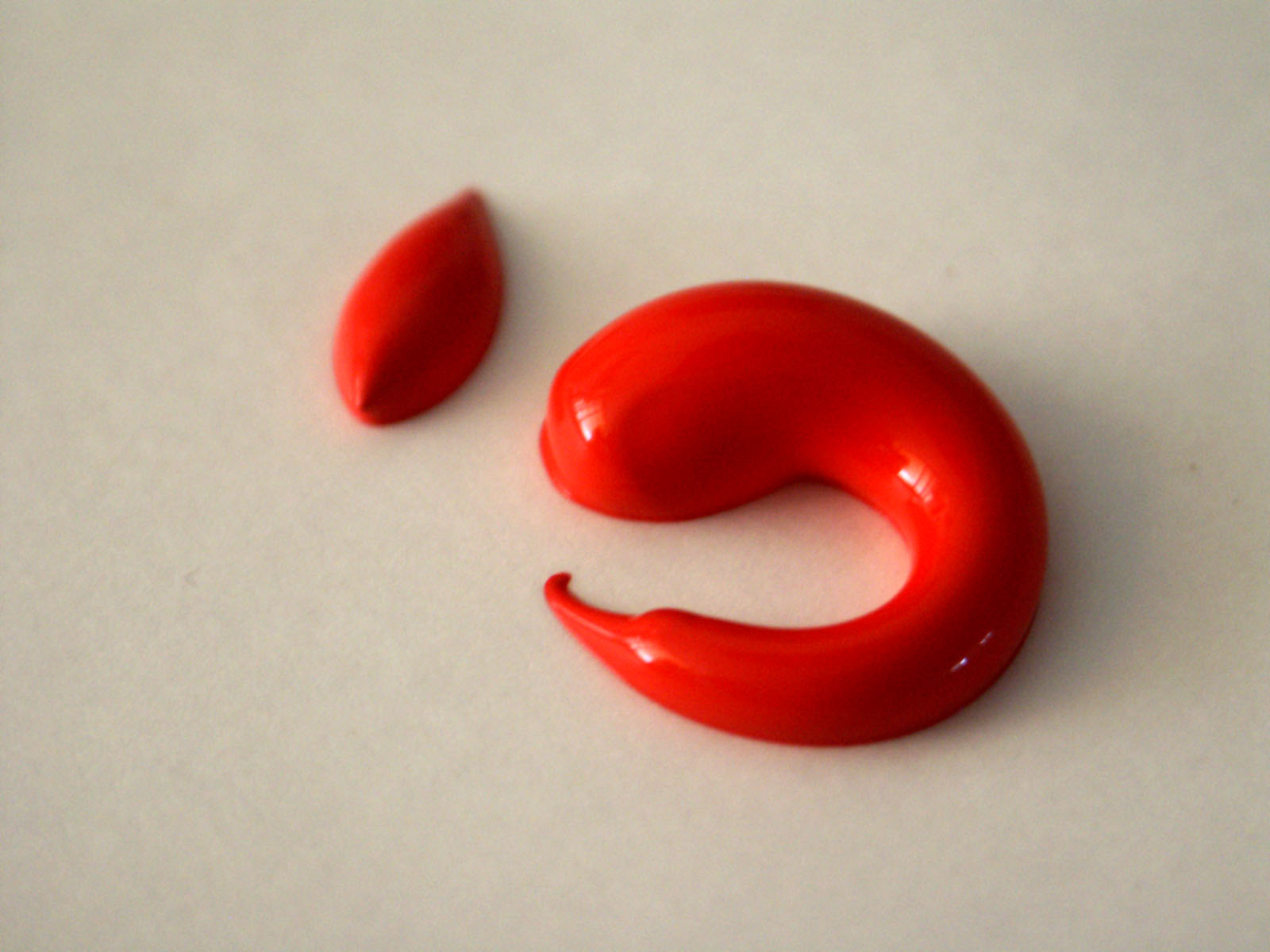

Sơn acrylic là một loại sơn khô nhanh được làm từ hỗn dịch chất màu polymer acrylic. Sơn acrylic tan trong nước nhưng trở nên chống nước khi khô. Tùy thuộc vào lượng pha loãng với nước, hoặc điều chỉnh với gel acrylic gel, sản phẩm nghệ thuật sử dụng sơn acrylic cho vẻ giống tranh màu nước, màu bột, tranh sơn dầu hoặc có đặc điểm riêng không thể có được từ các phương tiện khác.